# Тертулла
Терту́лла (лат. Tertulla; II—I века до н. э.) — римская матрона, жена Марка Лициния Красса. Упоминается в источниках как любовница Гая Юлия Цезаря.

## Биография
О происхождении Тертуллы ничего не известно. Имя, под которым она вошла в историю, называет только один источник («Жизнь двенадцати цезарей» Светония), и это всего лишь уменьшительная форма от слова «Терция», представляющего собой порядковый номер — «третья». Таким образом, у Тертуллы были две старших сестры, но о том, в какой семье она родилась, информации нет. Учитывая разнообразие семейных связей Лициниев Крассов, Тертулла могла принадлежать к муниципальной знати, как её свекровь Венулея, или к римскому нобилитету, как её невестки Лициния и Корнелия Метелла.
Сначала Тертулла стала женой Публия Лициния Красса — старшего сына консула 97 года до н. э. того же имени. Вскоре после свадьбы её муж умер, будучи совсем молодым, и на Тертулле женился младший брат покойного — Марк Лициний Красс, впоследствии дважды консул и член первого триумвирата. Причины этого брака неизвестны. Одни исследователи полагают, что Марк Лициний стремился сохранить в семье приданое Тертуллы, другие — что он просто взял таким образом под защиту вдову брата. Смерть Публия-младшего и второе замужество Тертуллы датируются концом 90-х — началом 80-х годов до н. э.; к 86 году эта матрона уже точно была женой Марка.
Во время гражданских войн свёкор Тертуллы погиб, а её второй муж был вынужден бежать в Испанию, а потом в Африку (87—86 годы до н. э.). Она сама осталась в Италии, где в 86 или 85 году до н. э., по-видимому, родила первого из своих сыновей. Марк вернулся на родину в 83 году до н. э. как сторонник Луция Корнелия Суллы, вождя победившей «партии». Всю оставшуюся жизнь, до своей гибели в 53 году до н. э., он прожил с Тертуллой, так что этот брак стал удивительным для эпохи поздней Республики примером постоянства и «добронравия». При этом в источниках есть два указания на супружескую неверность Тертуллы. Светоний называет её в числе высокопоставленных любовниц Гая Юлия Цезаря (наряду с жёнами Сервия Сульпиция Руфа, Авла Габиния и Гнея Помпея Великого), а Плутарх говорит, что один из сыновей Тертуллы был удивительно похож на некоего Аксия, «что пятнало его мать позорными подозрениями». Многие исследователи полагают, что в первом случае слухи о неверности Тертуллы могли распространять враги Цезаря, желавшие рассорить его с Крассом. Примеры сходства между людьми, не находящимися в родстве друг с другом, римляне считали, как правило, необъяснимой игрой природы, а потому и история с Аксием могла не рассматриваться современниками Тертуллы как доказательство её супружеских измен. По-видимому, Красс был уверен, что у его жены нет любовников.

## Потомки
Тертулла родила от своего второго мужа двух сыновей — Марка (квестора 54 года до н. э., исчезнувшего из источников в 49 году до н. э.) и Публия, который погиб вместе с отцом в парфянском походе в 53 году до н. э. В историографии есть разные мнения о том, кто из сыновей родился раньше.